# Loboptera alluaudi
Loboptera alluaudi är en kackerlacksart som beskrevs av Lucien Chopard 1936. Loboptera alluaudi ingår i släktet Loboptera och familjen småkackerlackor.
Artens utbredningsområde är Marocko. Inga underarter finns listade i Catalogue of Life.